# Ludwig Roth
Ludwig Roth (Groß-Gerau, 10 de junho de 1909 – Redondo Beach, 10 de novembro de 1967) foi um engenheiro da Alemanha Nazista que atuou no desenvolvimento do míssil V-2, sendo líder do Escritório de Projetos Futuros em Peenemünde, que projetou o Wasserfall, o A-9 e o A-10.
Roth chegou a Nova Iorque em consequência da Operação Paperclip, em 16 de Novembro de 1945 a bordo do SS Argentina tendo trabalhado em Fort Bliss e depois disso em Huntsville. Mais tarde, ele e sua família foram realocados em Palos Verdes. Seu irmão Axel, veio a trabalhar como engenheiro da NASA. Seu outro irmão Volker, trabalhou como Gerente de projeto do Spacelab para a Boeing.

## Publicações
- Roth, Ludwig; Shempp, W. M. (1967). S-IVB High Energy Upper Stage and Its Development. Col: Douglas Paper no. 4040. [S.l.]: Douglas Aircraft Corp
- Lindberg, R.G.; Lombar, C.F. & Roth, L. (28 de março de 1962). The Influence of Man on the Design of Spacecraft. [S.l.]: NASA